# 속초종합경기장
속초종합경기장(束草綜合競技場, Sokcho Sports Complex)은 대한민국 강원특별자치도 속초시에 있는 스포츠 시설이다. 주경기장은 천연잔디 필드와 우레탄 트랙이 갖춰진 다목적 경기장이며, 25,000명을 수용할 수 있다. 1994년에 준공되었고 2014년 4월 10일에 리모델링되었다.
2015년부터 K리그 챌린지의 강원 FC의 홈구장 중 하나로 사용되고 있지만 사실상 제3의 홈구장이다.
2015년 강릉종합운동장이 전국체전 운영으로 보수공사에 들어가면서 강원 FC의 홈 경기장으로 사용되었다.

## 참고 문헌
- “속초종합경기장”. 속초시시설관리공단.
- 《전국 공공체육 시설 현황 (2017년말 기준)》. 대한민국 문화체육관광부. 2019.
- 《2019년 전국 공공체육시설 현황 (2018년말 기준)》. 대한민국 문화체육관광부. 2020.
- 《2023 전국 공공체육시설 현황 (2022년 12월말 기준)》. 대한민국 문화체육관광부. 2024.